# Primera División (Argentinien) 1933
Die Primera División 1933 war die 3. Spielzeit der argentinischen Fußball-Liga Primera División. Begonnen hatte die Saison am 12. März 1933. Der letzte Spieltag war der 19. November 1933. CA San Lorenzo de Almagro beendeten die Saison als Meister und wurde damit Nachfolger von River Plate.

## Abschlusstabelle
| Pl. | Verein                    | Sp. | S  | U  | N  | Tore    | Diff. | Punkte |
| --- | ------------------------- | --- | -- | -- | -- | ------- | ----- | ------ |
| 1.  | CA San Lorenzo de Almagro | 34  | 22 | 6  | 6  | 081:480 | +33   | 50     |
| 2.  | Boca Juniors              | 34  | 22 | 5  | 7  | 086:470 | +39   | 49     |
| 3.  | Racing Club               | 34  | 21 | 6  | 7  | 076:330 | +43   | 48     |
| 4.  | Gimnasia y Esgrima LP     | 34  | 21 | 4  | 9  | 090:550 | +35   | 46     |
| 5.  | River Plate (M)           | 34  | 20 | 6  | 8  | 071:360 | +35   | 46     |
| 6.  | CA Independiente          | 34  | 18 | 5  | 11 | 054:390 | +15   | 41     |
| 7.  | CA Vélez Sársfield        | 34  | 15 | 8  | 11 | 060:430 | +17   | 38     |
| 8.  | Chacarita Juniors         | 34  | 14 | 7  | 13 | 055:610 | −6    | 35     |
| 9.  | CA Platense               | 34  | 11 | 9  | 14 | 061:740 | −13   | 31     |
| 10. | Estudiantes de La Plata   | 34  | 12 | 6  | 16 | 060:650 | −5    | 30     |
| 11. | Ferro Carril Oeste        | 34  | 9  | 10 | 15 | 043:560 | −13   | 28     |
| 12. | CA Huracán                | 34  | 10 | 7  | 17 | 049:600 | −11   | 27     |
| 13. | Quilmes AC                | 34  | 8  | 10 | 16 | 041:610 | −20   | 26     |
| 14. | Argentinos Juniors        | 34  | 8  | 9  | 17 | 045:710 | −26   | 25     |
| 15. | CA Lanús                  | 34  | 7  | 10 | 17 | 052:760 | −24   | 24     |
| 16. | CA Talleres               | 34  | 7  | 9  | 18 | 061:840 | −23   | 23     |
| 17. | Club Atlético Atlanta     | 34  | 9  | 5  | 20 | 046:700 | −24   | 23     |
| 18. | CA Tigre                  | 34  | 9  | 4  | 21 | 044:960 | −52   | 22     |

| (M) | Vorjahres-Meister |

## Meistermannschaft
| CA San Lorenzo de Almagro | |
|                           | Cipriano Achinelli, Ricardo Alarcón, Arturo Arrieta, Petronilo do Britos, Genaro Canteli, Alberto Chividini, José Hipólito Fossa, Diego García, Jaime Lema, Gabriel Magán, Félix Pacheco, Mario Scavone, Oscar Tarrío Trainer: Alberto Marinetti |

## Torschützenliste
| Pl. | Nat.        | Spieler           | Verein                | Tore |
| --- | ----------- | ----------------- | --------------------- | ---- |
| 1   | Argentinien | Francisco Varallo | Boca Juniors          | 34   |
| 2   | Argentinien | Arturo Naón       | Gimnasia y Esgrima LP | 33   |
| 3   | Argentinien | Bernabé Ferreyra  | River Plate           | 27   |
| 4   | Argentinien | Luis Rojas        | CA Talleres           | 23   |
| 5   | Argentinien | Diego García      | CA San Lorenzo        | 22   |